# Temporada 2002-2003 del Liceu
La temporada 2002-2003 comença amb l'estrena del segon Purcell al Liceu després que el 1956 es representés el primer Dido i Enees. En la mateixa obra també s'estrenen la companyia de la English National Opera i de David Pountney.
El Gran Teatre del Liceu entrà el 16 d'octubre al molt reduït "club" de grans teatres d'òpera -Metropolitan de Nova York, Staatsoper de Viena i la Royal Opera de Londres- que disposaven d'un sistema personalitzat de subtitulatge -o traducció simultània- dels textos de les òperes mitjançant petites pantalles instal·lades en el suport de les butaques.
| Temporada 2002-2003 del Liceu |                           |                                 |                        | | |                                                                            |                                                                              |
| Òpera                         | Compositor                | Director musical                | Director d'escena      | Papers principals | Segon repartiment | Producció                                                                  | Dates                                                                        |
| The fairy queen               | Henry Purcell             | Paul Daniel                     | David Pountney         | Joan Rodgers, Tom Randle, Nikolas Kafetzakis, Mark Richardson, Jonathan Best | | English National Opera                                                     | 9 al 17 de setembre                                                          |
| Ariadne auf Naxos             | Richard Strauss           | Friedrich Haider                | Uwe Eric Laufenberg    | Edita Gruberova, Adrianne Pieczonka, Robert Dean Smith, Heidi Brunner, Wolfgang Brendel, Wojciek Drabowicz, Francisco Vas, Simón Orfila, Jordi Casanova, Josep Fadó, Steven Cole, Vicenç Esteve Corbacho, Celestino Varela, Mariola Cantarero, Itxaro Mentxaka, Heather Buck, Helmut Berger | Heike Gierhardt, Milagros Poblador, John Dean Murray, Mary Philips, Philip Cutlip, Marcel Reijans                                           | Théâtre de La Monnaie de Brussel·les                                       | 19, 23, 27 i 31 d'octubre i 4, 6, 8, 10 i 12 de novembre                     |
| Una voce in off               | Xavier Montsalvatge       | Antoni Ros-Marbà                | Versió de concert      | Rosa Mateu, Antoni Comas i Ruano, Àngel Òdena | |                                                                            | 2 de novembre                                                                |
| Don Giovanni                  | Wolfgang Amadeus Mozart   | Bertrand de Billy               | Calixto Bieito         | Wojtek Drabowicz, Anatoli Kotcherga, Regina Schörg, Marcel Reijans, Véronique Gens (30 novembre; 5, 9, 12, 17, 20 desembre), Heidi Brunner (escena final 9 desembre) / Brigitte Hahn (29 desembre; 10, 15 gener) / María Rodríguez (3 gener), Kwanchul Youn / Simón Orfila (29 desembre 2002 / 3, 15 gener 2003), Felipe Bou, Marisa Martins / Olatz Saitua (29 desembre 2002 / 3, 15 gener 2003 | | Gran Teatre del Liceu / English National Opera (ENO) / Staatsoper Hannover | 30 novembre; 5, 9, 12, 17, 20, 29 de desembre; 3, 10, 15 de gener            |
| Norma                         | Vincenzo Bellini          | Daniele Callegari/David Giménez |                        | Roberto Scandiuzzi, Ana María Sánchez, Dolora Zajick, Sandra Pastrana, Vicenç Esteve Madrid | Susan Neves, Iano Tamar, Ignacio Encinas, Petia Petrova, Giorgio Giuseppini                                                                 | Gran Teatre del Liceu / Grand Théâtre de Genève                            | 16, 19, 21, 22, 28 i 30 de desembre, 2, 4, 5, 8, 9, 11, 12, 14 i 16 de gener |
| La dama de piques             | Piotr Ilitx Txaikovski    | Kirill Petrenko                 | Gilbert Deflo          | Solveig Kringelborn, Plácido Domingo, Nikolai Putilin, Markus Eiche, Elena Obraztsova, Marina Domaschenko, Francisco Vas, Maxim Mikhailov, Germán Villar, Mariano Viñuales, Nina Romanova, Claudia Schneider, Alfredo Heilbron, Rosa Mateu | Martina Serafin, Gabriel Sade, Valeri Alexeev, Andrej Breus, Viorica Cortez, Jane Dutton                                                    |                                                                            | 1, 4, 5, 7, 8, 10, 12, 13, 16 i 18 de febrer                                 |
| Els Pirineus                  | Felip Pedrell             | Edmon Colomer                   |                        | Angeles Blancas, Vicente Ombuena, Stefano Palatchi, Ofelia Sala, Philip Cutlip, Joan Cabero, Rosa Mateu, Maria Lluïsa Muntada, Marina Rodríguez Cusí, Stella Doufexis, Celestino Varela | |                                                                            | 17 i 19 de febrer                                                            |
| Il viaggio a Reims            | Gioacchino Rossini        | Jesús López Cobos               | Sergi Belbel           | Elena de la Merced (10, 12, 14, 16, 18, 20, 22) / Cristina Obregón (13, 15, 19, 21, 23), Paula Rasmussen (10, 12, 14, 16, 18, 20, 22) / Agata Bienkowska (13, 15, 19, 21, 23), Mariola Cantarero (10, 12, 14, 16, 20, 22) / María José Moreno (13, 15, 19, 21, 23), María Bayo (10, 12, 14, 16, 18, 20, 22) / Irini Tzirakidis (13, 15, 19, 21, 23), Josep Bros (10, 12, 14, 16, 18, 19, 20, 21, 22) / Giovanni Botta (13, 15) / Charles Workman (23), Kenneth Tarver (10, 12, 14, 16, 18, 20, 22) / Johannes Chum (13, 15, 19, 21, 23), Simón Orfila (10, 12, 14, 16, 18, 20, 22) / Egils Siliņš (13, 15, 19, 21, 23), Nicola Ulivieri (10, 12, 14, 16, 18, 20, 22) / Marco Di Felice (13, 15, 19, 21, 23), Enzo Dara (10, 12, 14, 16, 18, 20, 22) / Enric Serra (13, 15, 19, 21, 23), Àngel Òdena (10, 12, 14, 16, 18, 20, 22) / Arturo Pastor (13, 15, 19, 21, 23), Stephen Morscheck, Josep Ruiz, Claudia Schneider, Mireia Pintó, Mercè Obiol, David Alegret, Àlex Sanmartí, Jordi Casanova | |                                                                            | 10, 12, 13, 14, 15, 16, 18, 19, 20, 21, 22, 23 de març                       |
| Orfeo ed Euridice             | Christoph Willibald Gluck | Antoni Ros Marbà                | Andreas Homoki         | Jennifer Larmore, Leontina Vaduva, María José Moreno | Stella Doufexis, Ana Ibarra, Olatz Saitua                                                                                                   | Opéra National de Lyon / Royal Danish Opera (Copenhaguen)                  | 10, 11, 12, 14, 16, 22, 23, 24, 26, 27 i 29 d'abril                          |
| Das Rheingold                 | Richard Wagner            | Bertrand de Billy               | Harry Kupfer           | Falk Struckmann, Graham Clark, Elisabete Matos, Lioba Braun, Günter von Kannen, Francisco Vas, Andrea Bönig, Kwanchul Youn, Matthias Hölle, Wolfgang Rauch, Jeffrey Dowd, Cristina Obregón, Ana Ibarra, Francisca Beaumont | Peteris Eglitis/James Morris, Roland Wagenführer, Heike Gierhardt, Andrea Bönig, Rolf Haunstein, Matthias Hölle, Tobias Schabel, John Hurst | Deutsche Staatsoper Berlin                                                 | 26 de maig, 1, 7, 10, 12, 13, 15 i 25 de juny, 4 de juliol                   |
| Die Walküre                   | Richard Wagner            | Bertrand de Billy               | Harry Kupfer           | Deborah Polaski, Peter Seiffert, Linda Watson, Falk Struckmann, Lioba Braun, Kwangchul Youn, Heike Gierhardt, Sabine Brohm, Begoña Alberdi, Marisa Altmann-Althausen, Mireia Pintó, Andrea Bönig, Corinne Romijn, Francisca Beaumont | Jayne Casselman, Jeffrey Dowd, Elisabete Matos, Peteris Eglitis/James Morris, Andrea Bönig, Matthias Hölle                                  | Deutsche Staatsoper Berlin                                                 | 29 de maig, 4, 17, 19, 20, 22 i 28 de juny i 1, 3 i 7 de juliol              |
| Oedipe                        | George Enescu             | Lawrence Foster                 |                        | Esa Ruuttunen, Marjana Lipovsek, Gleb Nikolsky, Arutjun Kotchinian, Robert Bork, Donald Litaker, Stefano Palatchi, Philippe Fourcade, Francisco Vas, Andion Fernández, Anca Violetta Paraschiv | |                                                                            | 5 i 8 de juny                                                                |
| Aida                          | Giuseppe Verdi            | Miguel Ángel Gómez Martínez     | José Antonio Gutiérrez | Daniela Dessi, Elisabetta Fiorillo, Fabio Armiliato, Joan Pons, Roberto Scandiuzzi, Stefano Palatchi, Begoña Alberdi, Josep Fadó | Michèle Crider, Carolyn Sebron, Franco Farina, Carlos Almaguer, Danilo Rigosa                                                               | Gran Teatre del Liceu / Festival Internacional de Música de Santander      | 5 i 8 de juny                                                                |